# ライク・ア・キラー 妻を殺したかった男
『ライク・ア・キラー 妻を殺したかった男』（原題：A Kind of Murder）は、パトリシア・ハイスミスが1954年に上梓した小説『妻を殺したかった男』を原作として2016年に公開されたアメリカ合衆国のミステリ映画である。監督はアンディ・ゴダード、主演はパトリック・ウィルソンが務めた。

## あらすじ
建築家のウォルター・スタックハウスは気難しい妻、クララにいつも振り回されていた。そんなある日、地元で女性が何者かに殺害される。その事件に関心を持ったウォルターは被害者の夫に会いに行くが、まもなくクララも何者かに殺害され、刑事のローレンス・コービーがその捜査を担当することになる。捜査の過程で、コービーは無関係のように思えた2つの事件に繋がりを見出していく。

## キャスト
- パトリック・ウィルソン - ウォルター・スタックハウス
- ジェシカ・ビール - クララ・スタックハウス
- ヴィンセント・カーシーザー - ローレンス・コービー刑事
- ヘイリー・ベネット - エリー・ブリース
- エディ・マーサン - マーティ・キメル
- ジョン・オスベック - ジョン・カー
- ラデック・ロード - トニー・リッコ
- クリスティーン・ダイ - クローディア

## 製作
2013年2月22日、アンディ・ゴダードが本作の監督に起用されたと報じられた。2014年5月8日、パトリック・ウィルソン、ジェシカ・ビール、イモージェン・プーツ、トビー・ジョーンズの出演が決まったとの報道があった。11月、プーツとジョーンズの降板を受けて、ヘイリー・ベネットとエディ・マーサンがその代役を務めることになった。

## 撮影・音楽
本作の主要撮影は2014年11月17日にオハイオ州シンシナティで始まり、同年12月16日に終了した。2015年6月30日、ダニー・ベンジーとソーンダー・ジュリアーンズが本作で使用される楽曲を手掛けるとの報道があった。

## 公開・興行収入
2016年4月17日、本作はトライベッカ映画祭でプレミア上映された。11月15日、本作のオフィシャル・トレイラーが公開された。12月16日、本作は全米3館で限定公開され、公開初週末に978ドル（1館当たり326ドル）を稼ぎ出し、週末興行収入ランキング初登場77位となった。

## 評価
本作に対する批評家の評価は伸び悩んでいる。映画批評集積サイトのRotten Tomatoesには17件のレビューがあり、批評家支持率は35%、平均点は10点満点で4.86点となっている。また、Metacriticには7件のレビューがあり、加重平均値は50/100となっている。

## 原作
- パトリシア・ハイスミス『妻を殺したかった男』佐宗鈴夫訳、河出文庫、1991年